# Petiniotia
Petiniotia là chi thực vật có hoa trong họ Cải.